# 柏崎日報
『柏崎日報』は、新潟県柏崎市を中心に、周辺の刈羽郡刈羽村、旧小国町（現在は長岡市の一部）、三島郡出雲崎町も含めた地域を対象として刊行されている日刊（週6回刊）の地域紙。「柏崎市唯一の日刊地域紙」である。発行社は、株式会社柏崎日報社。印刷部門は、別会社柏崎インサツが担っている。

## 概要
前身となった『柏崎新聞』は、1900年5月10日創刊の日刊紙であったとされる。これが、週刊紙『中越新聞』と合併して、1906年1月1日に『柏崎日報』の第1号が発行された。やがて新聞統制の時代に入ると、1940年11月30日付を最後に休刊となったが、第二次世界大戦後の1948年には10月3日付で「復刊」した。同じ10月15日には、印刷部門を担う柏崎印刷株式会社が設立された（後に1992年に柏崎インサツへ社名変更）。
1976年4月からは、縮刷版も刊行し、1977年10月17日からはオフセット印刷に移行した。2009年5月12日には、新たに導入された組版システムによる紙面制作に入った。
2004年の新潟県中越地震、2007年の新潟県中越沖地震では、いずれも被災した。